# عسكريات سعوديات
العسكريات السعوديات هم المواطنات السعوديات اللواتي يعملن في القطاع العسكري السعودي.

## أماكن التواجد في القطاعات العسكرية
العسكريات السعوديات يتواجدون في الإدارة العامة للسجون - قسم النساء، وقطاع الجوازات، وجميع هذه القطاعات العسكرية تتبع إلى وزارة الداخلية السعودية.

## الإدارة العامة للسجون
كشف المتحدث الإعلامي للمديرية العامة للسجون العقيد أيوب بن نحيت لـ «الوطن» أن 80% من السجون الكبيرة بالمملكة تضم عسكريات برتبة «وكيل رقيب». وقال ابن نحيت: «المرأة العسكرية استطاعت التدرج في الترقيات الوظيفية منذ بداية عملها، فمن رتبة» جندي«مروراً بـ» عريف«استطاعت العسكرية السعودية أن تصل إلى رتبة «وكيل رقيب»، وهي أعلى رتبة وصلت إليها حالياً، وتتم ترقية العسكريات بشكل نظامي وفقاً للشروط النظامية للترقية لكل مستحقة بموجب النظام المطبق على الجنسين». تمكنت المرأة العسكرية العاملة في السجون من إثبات كفاءتها وجدارتها في العمل والوصول إلى رتب عسكرية جديدة. وتعد الدورات التدريبية والتأهيلية التي تقدمها المديرية العامة للسجون أحد عوامل نجاح العسكرية في عملها. أوضح ذلك المتحدث الإعلامي للمديرية العامة للسجون العقيد الدكتور أيوب بن نحيت، مؤكدا أن المرأة العسكرية العاملة في السجون النسائية تحتل رتبا عديدة وتنحصر بين رتب أفراد وصف ضباط. وأفاد ابن نحيت في تصريح لـ«الوطن» أمس، بأن المرأة العسكرية استطاعت التدرج في الترقيات الوظيفية منذ بداية عملها، فمن رتبة «جندي» مرورا بـ«عريف» استطاعت العسكرية السعودية أن تصل إلى رتبة «وكيل رقيب» وهي أعلى رتبة وصلت إليها حاليا، حيث إن 80% من سجون المملكة الكبيرة تضم عسكريات برتبة «وكيل رقيب»، وتتم ترقيتهن بشكل نظامي وفقا للشروط النظامية للترقية لكل مستحقة بموجب النظام المطبق على الرجال والنساء على حد سواء دون تمييز أو تفريق بين الجنسين. وأضاف أن المديرية تولي الجانب التدريبي الخاص بالعسكريات اهتماما كبيرا وعناية بالغة إيماناً منها بأهمية هذا الجانب في تطوير العمل والعاملين، حيث يتم تأهيل العسكرية وهي على رأس العمل وفق خطط تدريبية مرسومة، تنظم من قبل إدارة مختصة بتدريب وتأهيل العاملين بالسجون. كما أكد ابن نحيت أن هناك تعاوناً مستمراً مع عدة جهات تدريبية متخصصة في هذا المجال مثل مركز خدمة المجتمع والتعليم المستمر التابع للجامعات، وكذلك الكليات التابعة لوزارة التعليم وبعض الجهات الحكومية الأخرى ذات العلاقة والمراكز الأهلية التدريبية، مضيفا أنه يتم التنسيق مع هذه الجهات حيال عقد برامج تتماشى مع طبيعة العمل بالسجون ومدى احتياج العسكرية للتدريب في بعض المهارات، كما أن هناك دورات تعقد بشكل مستمر بالتعاون مع جامعة نايف العربية.

## قطاع الجوازات
في عام 2010 التحقت 30 شابة سعودية بالخدمة العسكرية برتبة جندي في قطاع الجوازات في عدد من المواقع الحدودية، مثل جسر الملك فهد ومنفذ سلوى.